# Neptunismo

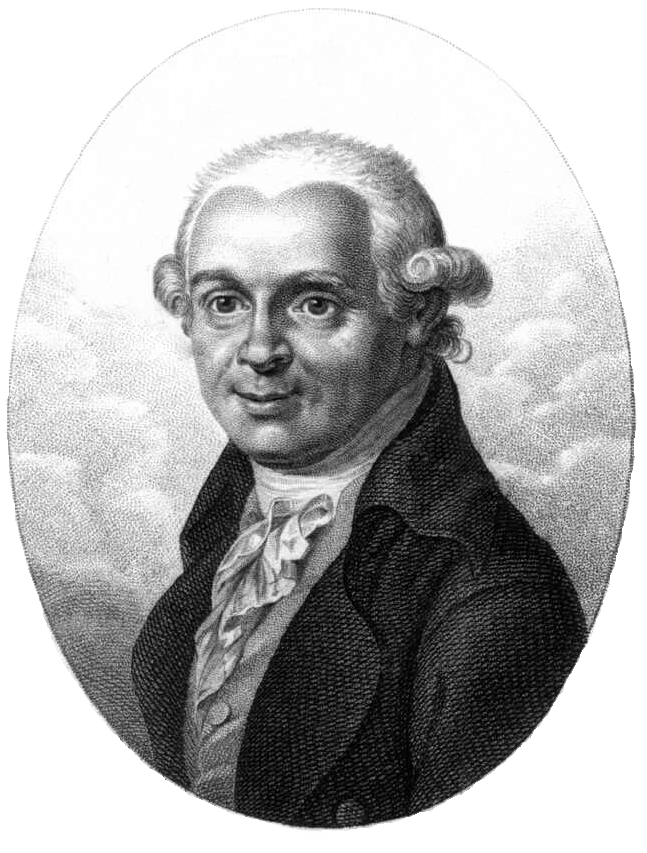
Abraham Gottlob Werner (1749 - 1817), fundador del neptunismo.

En geología, el neptunismo es una teoría científica obsoleta, propuesta por Abraham Werner a finales del siglo XVIII, que atribuía el origen de las rocas a la cristalización de minerales en los océanos, en un período temprano tras la creación. La teoría recibió su nombre de Neptuno, el antiguo nombre latino para el dios griego de los mares: Poseidón. Inmediatamente tras su publicación, la nueva propuesta desató un encendido debate entre los partidarios de Werner y los que creían en el plutonismo, una teoría antagónica que atribuía el origen del material geológico a la acción de los volcanes. El plutonismo, convenientemente adaptado, reemplazaría al neptunismo como línea teórica dominante; sobre todo cuando, a principios del siglo XIX, el concepto de uniformismo parecía responder mejor a los descubrimientos alcanzados en el área de la geología. Actualmente se conocen muchos procesos de formación de roca, y se considera que el proceso generador de roca sedimentaria es bastante similar a aquellos descritos por los defensores del neptunismo.

## Desarrollo histórico
A mediados del siglo XVIII, el estudio de los fósiles llevó a geólogos y naturalistas a cuestionar la validez científica de la Historia Natural planteada en el libro del Génesis. Georges-Louis Leclerc de Buffon, fechó el origen de la tierra en 75.000 años atrás —aunque admitía que esta cifra podía quedarse corta— y probó documentalmente una serie de cambios históricos a través de distintas épocas geológicas. Abraham Gottlob Werner era entonces inspector de minas y profesor de minería y mineralogía en la academia de minería de Freiberg (Sajonia), el más importante centro de estudio de geología durante el siglo XVIII. Con su Breve clasificación y descripción de las rocas (1787) y sus conferencias asentó un nuevo modelo de clasificación geológica que se basaba en las secuencias de capas superpuestas en lugar de en los tipos de minerales, tal como había sido convencional hasta el momento.
Basó su concepción de la formación de roca a través de una secuencia de procesos históricos en la presunción de que en el planeta, originalmente cubierto de agua, se habían ido formando rocas mediante sedimentación en el fondo marino. De este modo, el planeta se había formado desde su núcleo, de rocas más antiguas y duras —como el granito— hasta las capas superficiales, más débiles, en las que se hallaba gran cantidad de fósiles. El diluvio universal descrito en la Biblia había repetido el mismo proceso, añadiendo nuevas capas de rocas ligeras sobre un núcleo más sólido. La influencia de los volcanes, por tanto, quedaba limitada a una pequeña adición de material superficial, en tanto que el verdadero proceso generativo de la roca se realizaba bajo el agua.

## La controversia entre neptunismo y plutonismo/vulcanismo
Una teoría opuesta, conocida como plutonismo (o vulcanismo) sostenía que las rocas se originaban mediante procesos a altas temperaturas. Esta idea, propuesta por primera vez por Anton Moro (1687-1750), se basaba en sus estudios sobre las islas volcánicas, y fue asimilada por James Hutton en su teoría uniformista, que describía el origen de las rocas como un proceso constante de erosión de los elementos y regeneración del material mediante presión y temperatura.
Los neptunistas diferían de los plutonistas en su interpretación del origen del basalto: Para los primeros, el mineral era un material sedimentario que se componía parcialmente de fósiles, por lo que no podía ser de origen volcánico. Hutton acertó al afirmar que el basalto no contenía fósiles, además de ser impermeable, duro y cristalino. Encontró ciertas formaciones geológicas en las que estratos de basalto atravesaban capas de otros minerales, reforzando su suposición de que el mineral tenía su origen en la roca fundida situada bajo la corteza terrestre.
El debate no se quedó en el ámbito científico. El mismo Johann Wolfgang von Goethe, uno de los literatos más ilustres de Alemania, tomó partido por los neptunistas. El último acto de su famoso Fausto contiene un diálogo entre un neptunista y un plutonista, este último encarnado por Mefistófeles. El autor expresó en más de una ocasión su apoyo a la teoría neptunista, en ocasiones con cierta vehemencia. La controversia se prolongó hasta los primeros años del siglo XIX, pero las obras que Charles Lyell había publicado en la década de 1830 fueron ganando progresivamente la aceptación de la comunidad científica para el lado de las teorías de Hutton y los plutonistas.
La discusión entre ambas teorías implicaba también un posicionamiento religioso: el neptunismo habilitaba la posibilidad teórica del diluvio, asumiendo la validez histórica del Génesis. La datación geológica neptunista también cuadraba con los márgenes temporales bíblicos, y su propia inspiración catastrofista encajaba en el concepto religioso conservador con más facilidad que el uniformismo. No es de extrañar, por tanto, que una de las acusaciones más comunes de neptunistas a sus rivales científicos fuese la de ateísmo.
Actualmente se considera el neptunismo como una valiosa influencia que, contrastada con otras, conforma la base de la teoría geológica establecida (plutonismo).

## Ficción
La teoría y su contexto intelectual son tratados con ácida ironía en la crónica ficticia de los viajes de Alexander von Humboldt Die Vermessung der Welt (en español, Midiendo el mundo), escrita por Daniel Kehlman en 2006.